# Liste der Städte in West Virginia
Liste der Städte in West Virginia, in alphabetischer Reihenfolge.

## A
- Acup

## B
- Beckley
- Belmont
- Benwood
- Bluefield
- Bridgeport
- Buckhannon

## C
- Cameron
- Ceredo
- Charles Town
- Charleston
- Chester
- Clarksburg

## D
- Dunbar

## E
- Elkins
- Excelsior, McDowell County
- Excelsior, Upshur County
- Excelsior, Webster County

## F
- Fairmont
- Follansbee

## G
- Gary
- Glen Dale
- Grafton

## H
- Hinton
- Huntington
- Hurricane
- Hanover

## K
- Kenova
- Keyser
- Keystone
- Kingwood
- Kopperston

## L
- Lewisburg
- Logan

## M
- Madison
- Mannington
- Marmet
- Martinsburg
- McMechen
- Montgomery
- Morgantown
- Moundsville
- Mount Hope
- Mullens

## N
- New Cumberland
- New Martinsville
- Nitro

## O
- Oak Hill

## P
- Paden City
- Parkersburg
- Parsons
- Pennsboro
- Petersburg
- Philippi
- Pleasant Valley
- Point Pleasant
- Princeton

## R
- Ravenswood
- Richwood
- Ripley
- Romney
- Ronceverte

## S
- Salem
- Shinnston
- Sistersville
- Smithers
- South Charleston
- Spencer
- St. Albans
- St. Marys
- Stonewood
- Summersville

## T
- Thomas

## V
- Vienna

## W
- War
- Weirton
- Welch
- Wellsburg
- Weston
- Westover
- Wheeling
- White Sulphur Springs
- Williamson
- Williamstown